# Support de panneau de signalisation en France
On désigne par support de panneau de signalisation l’ensemble des éléments permettant l’implantation des panneaux de signalisation sur site.
Il doit assurer la tenue aux sollicitations mécaniques et climatiques de l’ensemble des panneaux qu’il porte.
Les supports sont normalisés et dépendent de la catégorie du panneau.

Exemple de support de panneau de catégorie SP : de section rectangulaire

## Typologie des supports

### Type SP
Les dimensions standard sont définies ci-après (en mm) :
| Type de section         | Dimensions        |
| ----------------------- | ----------------- |
| Rectangulaire ou carrée | 80 × 40 ; 80 × 80 |
| Circulaire              | 48,3 ; 60,3 ; 76  |

Les supports en acier S 235 sont définis par la norme NF EN 10025.

### Type SD1

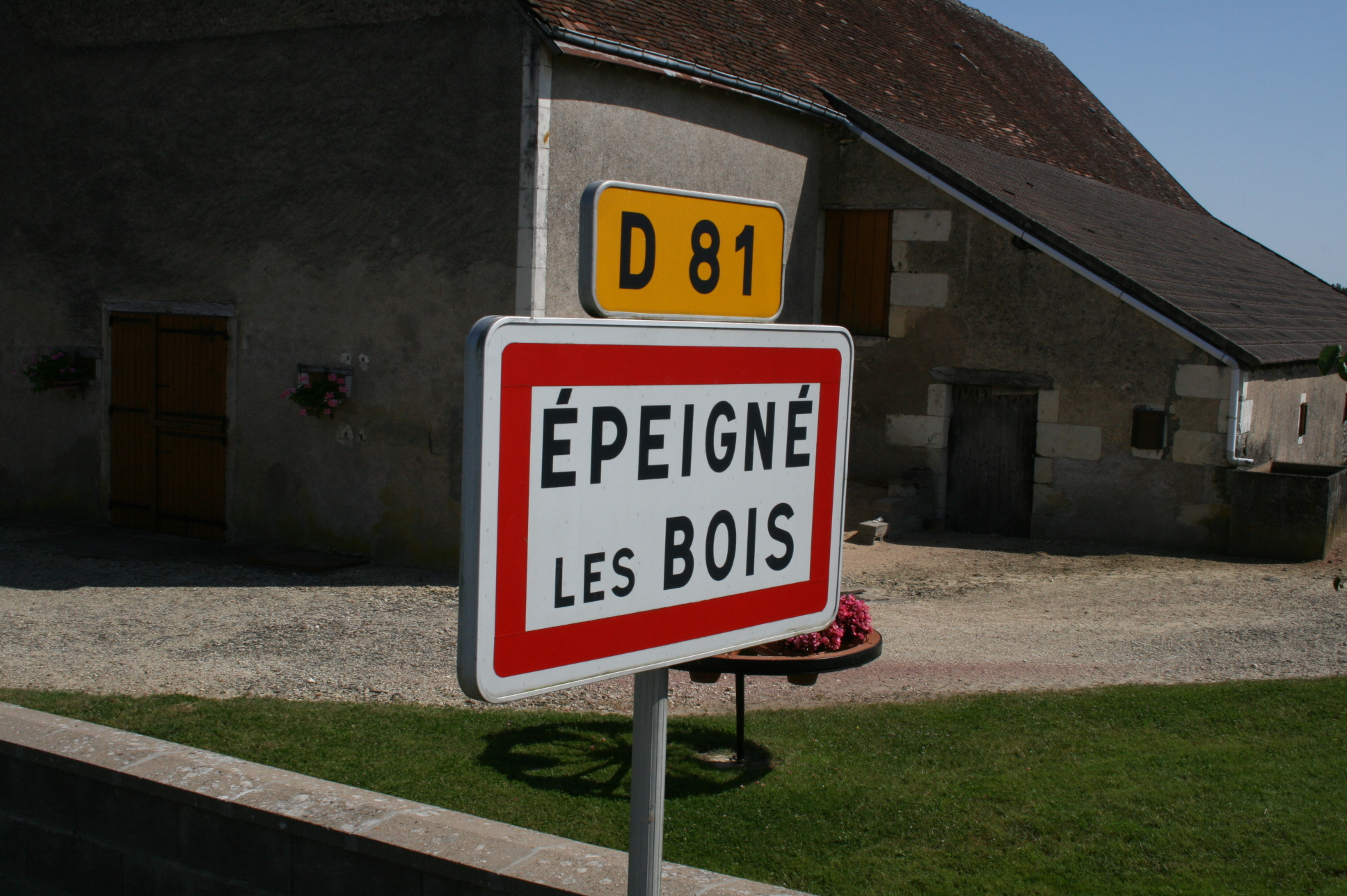
Exemple de support de panneau de catégorie SD1 : petit mât de section circulaire

Les dimensions standard sont définies ci-après (en mm) :
| Type de section         | Dimensions                            |
| ----------------------- | ------------------------------------- |
| Rectangulaire ou carrée | 40 × 27 ; 40 × 40 ; 80 × 40 ; 80 × 80 |
| Circulaire              | 48,3 ; 60,3 ; 76                      |

Les supports en acier S 235 sont définis par la norme NF EN 10025.

### Type SD2

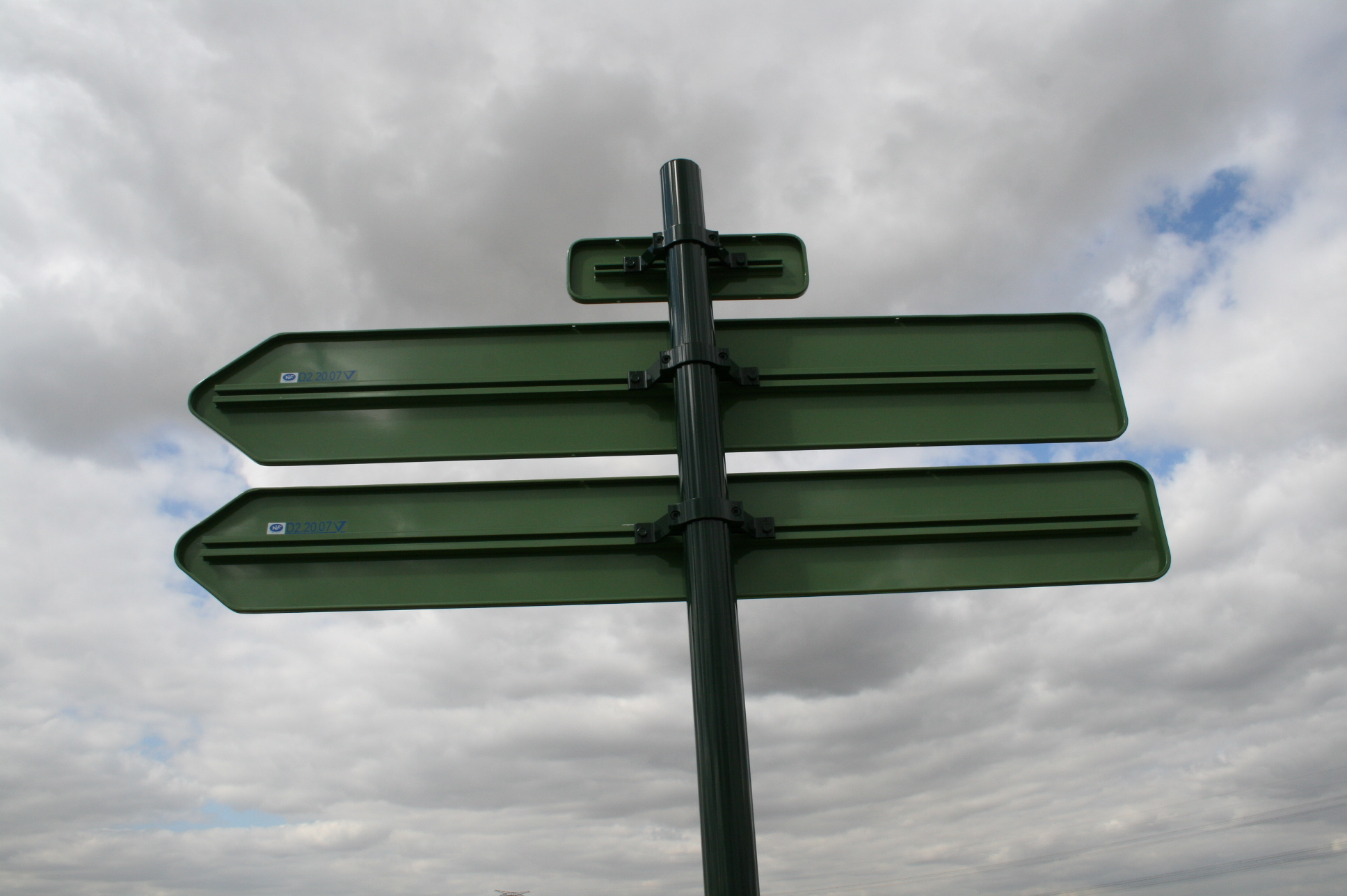
Exemple de support de panneau de catégorie SD2 : mât

Les supports de type mât sont définis par leur diamètre extérieur, conformément aux spécifications ci-après.
Ils sont montés sur une embase.
Les matériaux sont laissés à l'initiative du fabricant, à l'exception du béton qui est jugé dangereux.
| Diamètre extérieur  | Diamètre extérieur | 76        | 89        | 114       | 140       | 168       | 194       | 219       |           |
| Embase pour 4 tiges | Entraxe            | 110 × 110 | 110 × 110 | 200 × 200 | 200 × 200 | 200 × 200 | 300 × 300 | 300 × 300 | 300 × 300 |
| Embase pour 4 tiges | Diamètre tige      | 14        | 14        | 22        | 22        | 22        | 27        | 27        | 27        |

### Type SD3

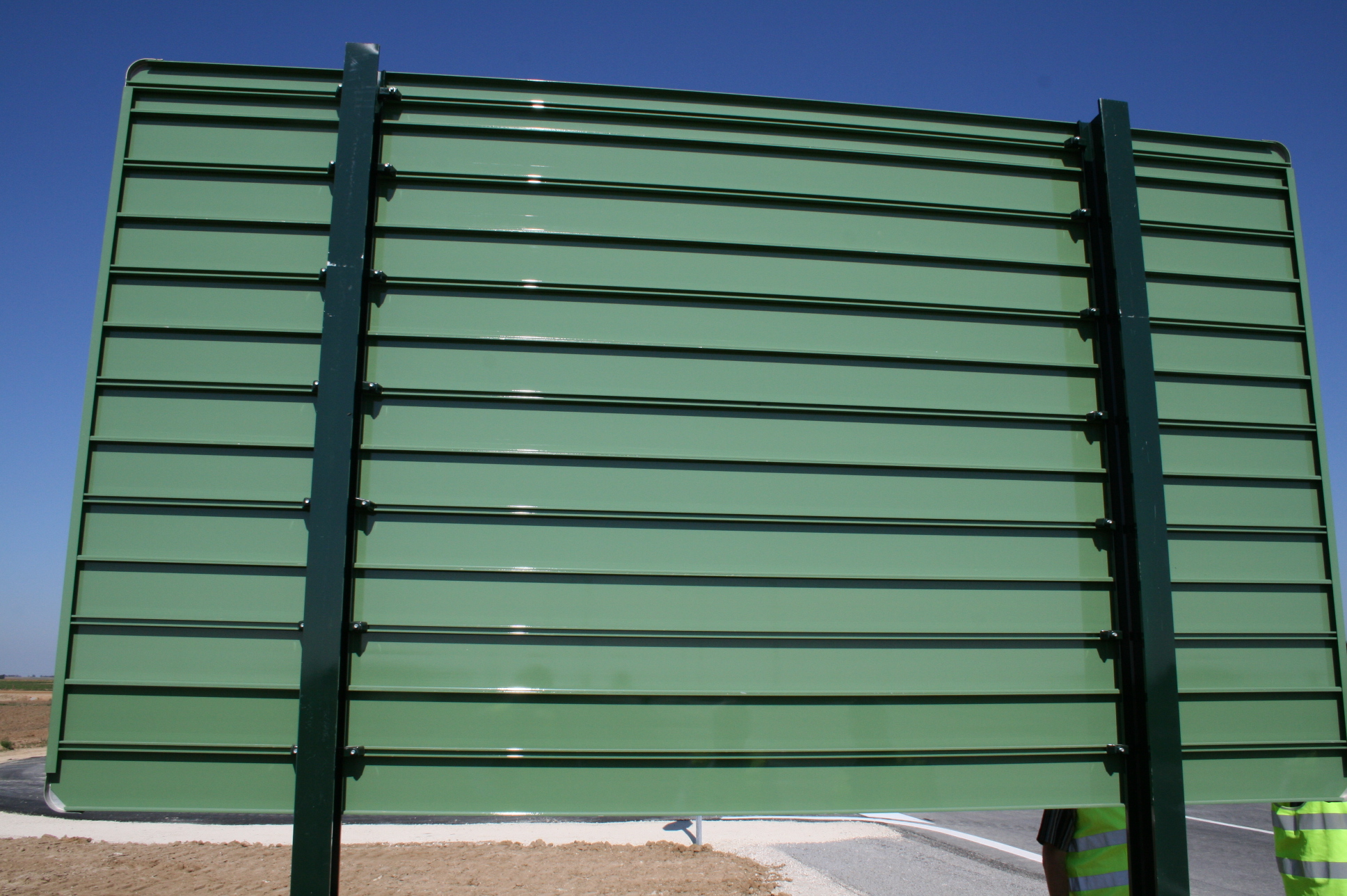
Exemple de support de panneau de catégorie SD3 : IPN normalisé no 2 (117 mm × 70 mm)

Les supports standard sont des mâts de type cylindrique (voir tableau des mâts de type SD2) ou des profilés normalisés I (IPN) dont les dimensions figurent ci-après.
| Profilés no | Dimensions hors tout |
| ----------- | -------------------- |
| 1           | 57 × 95              |
| 2           | 70 × 117             |
| 3           | 87 × 145             |
| 4           | 107 × 178            |
| 5           | 131 × 220            |

Les supports de type haut mât, portique et potence dépendent de la norme XP P98-550-1 mais ils sont calculés systématiquement en fonction des caractéristiques et de l’implantation du panneau.

## Dimensionnement du support
Un panneau de signalisation est fixé sur un support qui est lui-même fiché dans le sol dans un massif de fondation. L'ensemble doit pouvoir résister aux vents soufflant dans la région où est implanté l'ensemble de signalisation, afin d'une part de ne pas se déformer et d'autre part ne pas s'arracher ou se rompre sous l'effet du vent.
Les ensembles de signalisation classiques doivent être dimensionnés selon des règles définies dans la note d'information 66 du SETRA (juillet 1989). Depuis la tempête de 1999, de nouvelles recommandations sont apparues pour les portiques, potences et hauts mâts.
Le moment fléchissant dû à la poussée du vent sur le ou les panneaux se calcule au niveau du sol car c'est là qu’il est maximal. Puis, on choisit le support dont le moment maximal admissible est immédiatement supérieur au moment obtenu.

### Hypothèses prises en compte

Paramètres pris en compte pour le dimensionnement d'un support de panneau

- La pression dynamique de base est prise à 130 daN m−2 correspondant à un site de région II sans effet de masque. Pour les ensembles implantés en régions fortement exposées au vent (les départements de l'Ardèche, de l'Aude, de l'Aveyron, des Bouches-du-Rhône, de la Drôme, du Gard, des Pyrénées-Orientales, du Vaucluse et des départements et territoires d'Outre-Mer (DOM-TOM), on considèrera une pression du vent de 200 daN m−2[3],
- Les surfaces réelles des panneaux sont prises en compte,
- Le point d'application des forces est le centre de gravité des surfaces réelles,
- Le moment de torsion est négligé,
- La longueur du bras de levier est comptée à partir de la surface du massif.

### Formule de calcul
Le moment fléchissant dû à l'effort du vent calculé au niveau de la surface du massif de fondation est donné par la formule suivante :
où P est la pression en daN/m2, S la surface du panneau et HP la hauteur du centre de gravité. On a : HP = HSP + h/2 + 0,2

### Classes de moments de flexion normalisées
Neuf classes de moments de flexion ont été normalisées. Pour chaque classe de moment, les fabricants de panneaux ont conçu, pour chaque catégorie de panneau (SP, SD1 ou SD2), un support résistant au moment maximal de la classe. Seuls les IPN utilisés pour la catégorie SD3 sont normalisés et indépendants des fournisseurs. Le tableau suivant présente les classes de moments et les supports standards communs à la plupart des fournisseurs.
| Moments en daN m | SP - SD1       | SD2        | SD3               |
| ---------------- | -------------- | ---------- | ----------------- |
| MA : 100         | 80 × 40 / Ø 60 | Ø 76 × 3   |                   |
| MB : 250         | 80 × 80 × 2    | Ø 76 × 3   |                   |
| MC : 500         | 80 × 80 × 3    | Ø 90 × 5   | I n°1 : 57 × 95   |
| MD : 1000        |                | Ø 114 × 4  | I n°2 : 70 × 117  |
| ME : 1500        |                | Ø 114 × 9  | I n°3 : 87 × 145  |
| MF : 2500        |                | Ø 140 × 8  |                   |
| MG : 3500        |                | Ø 140 × 10 | I n°4 : 107 × 178 |
| MH : 5000        |                | Ø 168 × 14 |                   |
| MI : 7000        |                |            | I n°5 : 132 × 220 |

### Applications
- Exemple 1 : panneau de limitation de vitesse B14, de gamme normale, implanté en rase campagne :

M = 130 daN/m2 x 0,567 m2 x (1 m + 0,425 m + 0,2 m) = 120 daN m

Classe de moment MA. Un support rectangulaire en acier galvanisé de section 80 x 40 x 1,5 a pour moment fléchissant maximal de 120 daN m et sera donc retenu pour fixer un tel panneau.
- Exemple 2 : panneau de limitation de vitesse B14, de gamme normale, implanté en agglomération, en situation dégagée :

M = 130 daN/m2 x 0,567 m2 x (2,3 m + 0,425 m + 0,2 m) = 216 daN m

Classe de moment MB. Un support carré en acier galvanisé de section 80 x 80 x 2 qui a un moment fléchissant maximal de 250 daN m sera ici retenu.
- Exemple 3 : panneau directionnel rectangulaire SD2 1900 x 400 implanté en rase campagne :

M = 130 daN/m2 x 0,76 m2 x (2,3 m + 0,2 m + 0,2 m) = 266 daN m

Classe de moment MC. Un support de type mât de diamètre 90 mm qui a un moment fléchissant maximal de 500 daN m sera retenu. Le mât de diamètre 76 mm avec un moment de 250 daN m pourrait être admissible.
Il convient de signaler que les logiciels de conception d'ensemble de panneaux calculent automatiquement les supports et massifs de fondations en fonction des panneaux composant l'ensemble.

## Massif de fondation[3]
Les supports de signalisation sont fixés dans un massif de fondation en béton dont le dimensionnement dépend également des classes de moments de flexion. Ce massif de fondation est considéré comme un parallélépipède rectangle dont les dimensions (longueur - largeur - hauteur) sont données dans le tableau suivant.
| Moments de flexion maximal admissible en daN m | Catégorie A (sols médiocres) massif type « Remblai rase campagne » | Catégorie B (sols corrects) massif type « Déblai ville » |
| ---------------------------------------------- | ------------------------------------------------------------------ | -------------------------------------------------------- |
| MA : 100                                       | 0,4 × 0,4 × 0,4                                                    | 0,4 × 0,4 × 0,4                                          |
| MB : 250                                       | 0,5 × 0,5 × 0,5                                                    | 0,4 × 0,4 × 0,4                                          |
| MC : 500                                       | 0,6 × 0,6 × 0,65                                                   | 0,4 × 0,4 × 0,5                                          |
| MD : 1000                                      | 0,8 × 0,8 × 0,8                                                    | 0,5 × 0,5 × 0,65                                         |
| ME : 1500                                      | 0,9 × 0,9 × 0,9                                                    | 0,65 × 0,65 × 0,7                                        |
| MF : 2500                                      | 1,0 × 1,0 × 1,0                                                    | 0,75 × 0,75 × 0,8                                        |
| MG : 3500                                      | 1,1 × 1,1 × 1,2                                                    | 0,8 × 0,8 × 0,9                                          |
| MH : 5000                                      | 1,25 × 1,25 × 1,3                                                  | 1,0 × 1,0 × 1,0                                          |
| MI : 7000                                      | 1,4 × 1,4 × 1,5                                                    | 1,1 × 1,1 × 1,2                                          |

## Protection vis-à-vis des usagers
Le moment maximal admissible pour chacun de ces supports est de 570 daN m. Au-delà de cette valeur, ces supports devront, en rase campagne, être isolés en fonction de leur implantation latérale.
Si le support est situé à l'intérieur de la zone de sécurité de 4 m comptés à partir du bord de chaussée, deux solutions peuvent être envisagées pour l'isoler :
- Déplacer le support au-delà de la zone de sécurité de 4 m ;
- Mettre en place un dispositif de retenue (glissière de sécurité) permettant de protéger l'usager en cas de choc.